# Chronic'art
Chronic'art est une publication périodique culturelle française fondée en septembre 1997 par les Éditions réticulaires, d'abord sous la forme d'un site Web, auquel s'est ajouté un magazine mensuel à partir de septembre 2001. Le magazine papier ainsi que le site ont été renommés sous l'apocope Chro en mai 2013.

## Histoire du titre
Chronic'art est originellement consacré à l'actualité culturelle, avec des articles et des reportages où sont abordés le cinéma, la musique, la littérature, le jeu vidéo, la bande dessinée, la philosophie, la politique et les nouvelles technologies.
Le site, en ligne depuis septembre 1997, et le magazine papier, en kiosque en France depuis septembre 2001, ont été fondés par Cyril De Graeve, directeur de la publication / rédacteur en chef, et Vincent Montagnana, directeur artistique.
En 2003, l'éditeur Léo Scheer, propriétaire-actionnaire du titre, obtient la censure d'un article. Celui-ci sera flouté avec mention « censuré ». Le rédacteur de l'article et deux autres journalistes démissionnent.
En juin 2008, Chronic'art publie un numéro apparemment « normal », avec la maquette et les rubriques habituelles, mais qui est en fait un canular, car il est entièrement composé d'articles sur des sujets ou des artistes imaginaires. Sur France info, le chroniqueur David Abiker reprend l'un des sujets abordés dans le magazine sans se rendre compte qu'il s'agissait d'une mystification. Le 10 juin, la supercherie est révélée sur le site.
Le 9 avril 2010, sur France 24, dans l'émission, Culture : qui défie l'Amérique ?, Cyril de Graeve déclare : « Dans la culture française il ne se passe pas grand-chose, si ce n'est quelques remakes de comédies qui ont bien marché, comme Bienvenue chez les Ch'tis, par contre dans le jeu vidéo, il  y a une véritable culture française avec l'exemple d'Ubisoft, leader mondial. »
Le 17 mai 2013, Chronic’art devient Chro. Le 22 juillet 2013, alors que sort le deuxième numéro de la nouvelle formule papier, Cyril de Graeve démissionne de son poste de rédacteur en chef du magazine.

## Équipe de rédaction
- Benoît Maurer est l'actuel directeur de publication, Vincent Montagnana est directeur artistique.
- BD : Victor Maas ; Cinéma : Jérôme Moncilovic (2002-2009 : Jean-Philippe Tessé & Vincent Malausa) ; Jeux vidéo : Jérôme Dittmar ; Livres : Bernard Quiriny ; Musiques : Wilfried Paris ; Séries TV : Hossein Adibi